# Jennifer Suhr
Jennifer „Jenn“ Suhr (geb. Stuczynski, * 5. Februar 1982 in Fredonia, Chautauqua County, New York) ist eine ehemalige US-amerikanische Stabhochspringerin. Die Olympiasiegerin von 2012 hält mit 5,03 m (aufgestellt am 30. Januar 2016) einen Kontinentalrekord in der Halle.

## Karriere
Während ihrer Schulzeit und ihres Studiums am Roberts Wesleyan College war sie Basketball-Spielerin und betrieb nebenbei Leichtathletik.
Erst 2004 begann sie mit dem Stabhochsprung. Bereits 2005 wurde sie erstmals US-Hallenmeisterin, und 2006 holte sie den nationalen Titel auch im Freien. 2007 errang Suhr beide Titel, stellte mit 4,88 Metern einen Nordamerikarekord auf und wurde Zehnte bei den Weltmeisterschaften in Osaka.
2008 gewann sie mit 4,75 m die Silbermedaille bei den Hallenweltmeisterschaften in Valencia, verbesserte bei den US-Meisterschaften ihren Nordamerikarekord auf 4,92 m und gewann Silber bei den Olympischen Spielen in Peking, geschlagen nur von der Weltrekordlerin Jelena Issinbajewa. 2009 verbesserte Suhr zweimal den nationalen Hallenrekord und gewann sowohl in der Halle als auch im Freien den US-Titel. Mit 4,89 m, womit sie die Weltbestenliste des Jahres 2010 anführte, wurde sie im Juni zum fünften Mal in Folge US-Meisterin im Freien.
Bei den Weltmeisterschaften 2011 im südkoreanischen Daegu wurde Suhr mit übersprungenen 4,70 m Vierte. Ein Jahr später wurde sie Olympiasiegerin in London und schlug dabei u. a. die Weltrekordhalterin Jelena Issinbajewa. Bei den Weltmeisterschaften 2013 in Moskau gewann Suhr mit 4,82 m hinter Issinbajewa die Silbermedaille. Am 2. März 2013 verbesserte sie bei den US-Hallenmeisterschaften den Weltrekord auf 5,02 m.
2016 gelang ihr am 30. Januar 2016 in Brockport im Bundesstaat New York eine weitere Steigerung auf 5,03 m. Am 14. April 2018 verbesserte Suhr ihre Freiluftbestmarke beim Texas Invitational in Austin (Texas) auf 4,93 m.
2021 wollte sie sich bei ihren vierten Olympic Trials für die Sommerspiele in Tokio qualifizieren, was ihr mit übersprungenen 4,60 m und einem 5. Platz nicht gelang.
Jennifer Suhr ist 1,83 m groß und hatte ein Wettkampfgewicht von 64 kg. Sie schloss ein Studium der Psychologie als Bachelor ab. Im Januar 2010 heiratete sie ihren Trainer Rick Suhr und nahm dessen Nachnamen an.

## Persönliche Bestleistungen
(Stand: 15. Juni 2021)
- Stabhochsprung: 4,93 m, 14. April 2018, Austin (Texas)
  - Halle: 5,03 m, 30. Januar 2016, Brockport (Monroe County, New York)